# Schloss Harrachstal
Das Häuserensemble Schloss Harrachstal befindet sich in der Ortschaft Harrachstal in der Gemeinde Weitersfelden im Bezirk Freistadt in Oberösterreich.

## Geschichte
Das Schloss wurde 1716 erbaut. Erbauer waren die Grafen von Sprinzenstein. Sie nannten das Schloss Sprinzenthal. Nachfolger im Besitz wurde 1729 Freiherr Johann Georg Adam von Hoheneck; Georg Adam von Hoheneck benannte den Ort Sprinzenthal nach seinem Sohn Brixius nun Brixenthal. Nach 1770 kam das Schloss in den Besitz von Graf Ferdinand von Harrach, der es nun in Harrachstal umbenannte. 1777 heiratete Rosa, eine Tochter des Grafen Harrach den Fürsten Kinsky. Sie bauten sich in der Nähe von Sandl das Schloss Rosenhof. Von 1825 bis 1896 waren die Grafen Kinsky von Wchinitz und Tettau die Besitzer. Die Gutsverwaltung wurde nun nach Schloss Rosenhof verlegt und damit hatte Schloss Harrachstal ausgedient. Bis 1848 blieb es aber noch Sitz des herrschaftlichen Gerichtes. Die Katastralgemeinde Harrachstal erinnert heute noch an die herrschaftliche Verwaltung dieser Gegend. Ab 1850 diente Schloss Harrachstal nur mehr als Forsthaus.

## Beschreibung
Das eigentliche Schloss Harrachstal ist im aktuellen Erhaltungszustand (2019) abgetragen oder stark umgebaut. Bestehen blieb das zum Schloss gehörende Haus Harrachstal N° 1, nun Mehrfamilienhaus. Die frühere Bedeutung ist nur mehr schwer zu erkennen. Das Stiegenhaus im Hausinneren und das Gelände eines Schlossparks an der Waldaist lassen einen früheren Herrschaftssitz kaum noch erahnen. In der Ortschaft sind noch weitere Nebengebäude der Schlossanlage erhalten. Dazu gehören Haus N° 2 Hofmühle, N° 3 Papierfabrik, N° 5 Brauhaus, N° 6 Bäckerei. Die alten Braukeller sind noch gut erhalten. Erhalten blieb auch das Brixiusbild aus der Schlosskapelle. Es gelangte in die Pfarrkirche Weitersfelden und ist dort Teil des Brixiusaltars.

## Bildergalerie

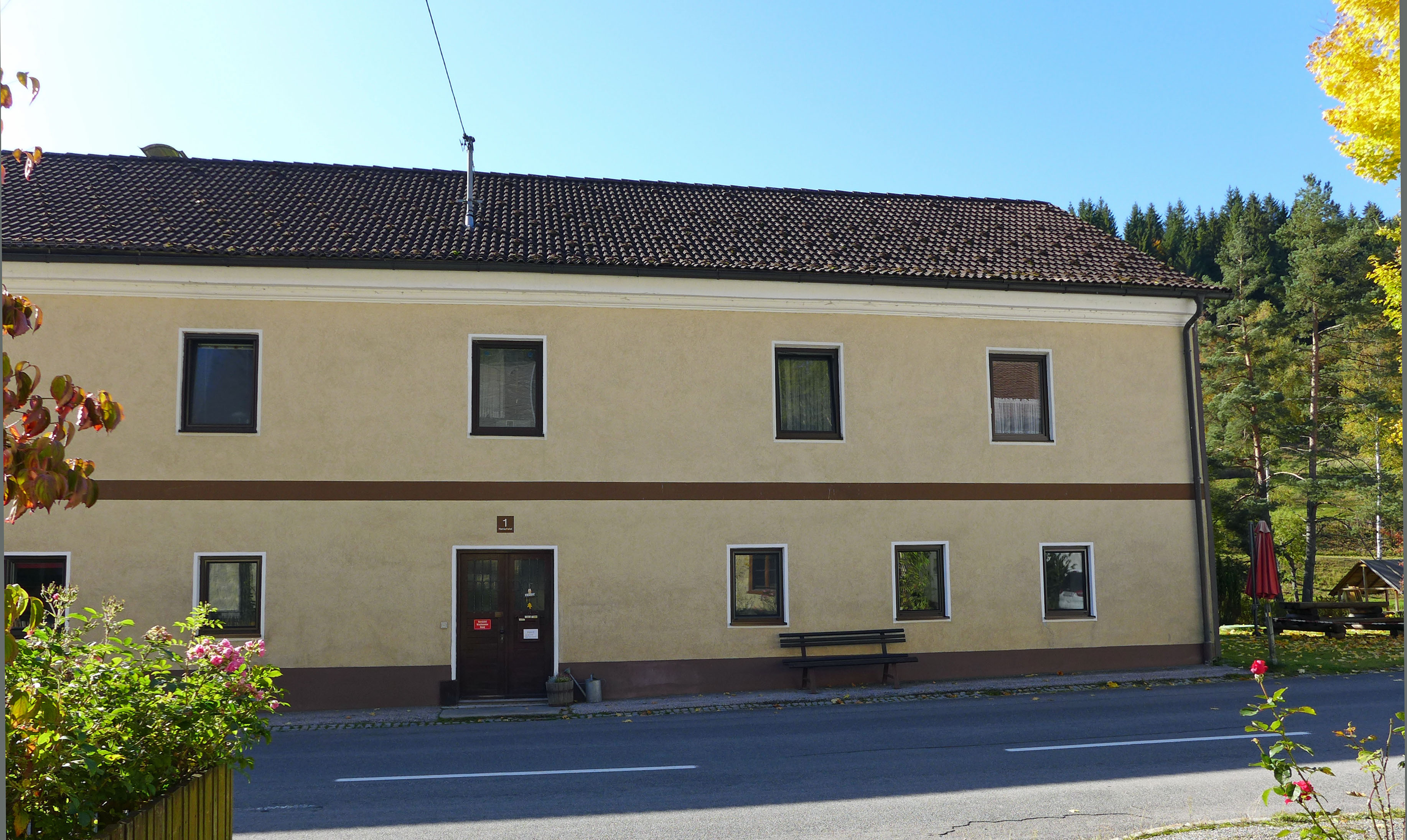
Harrachstal N° 1. Ehemaliges Schlossgebäude. 2019
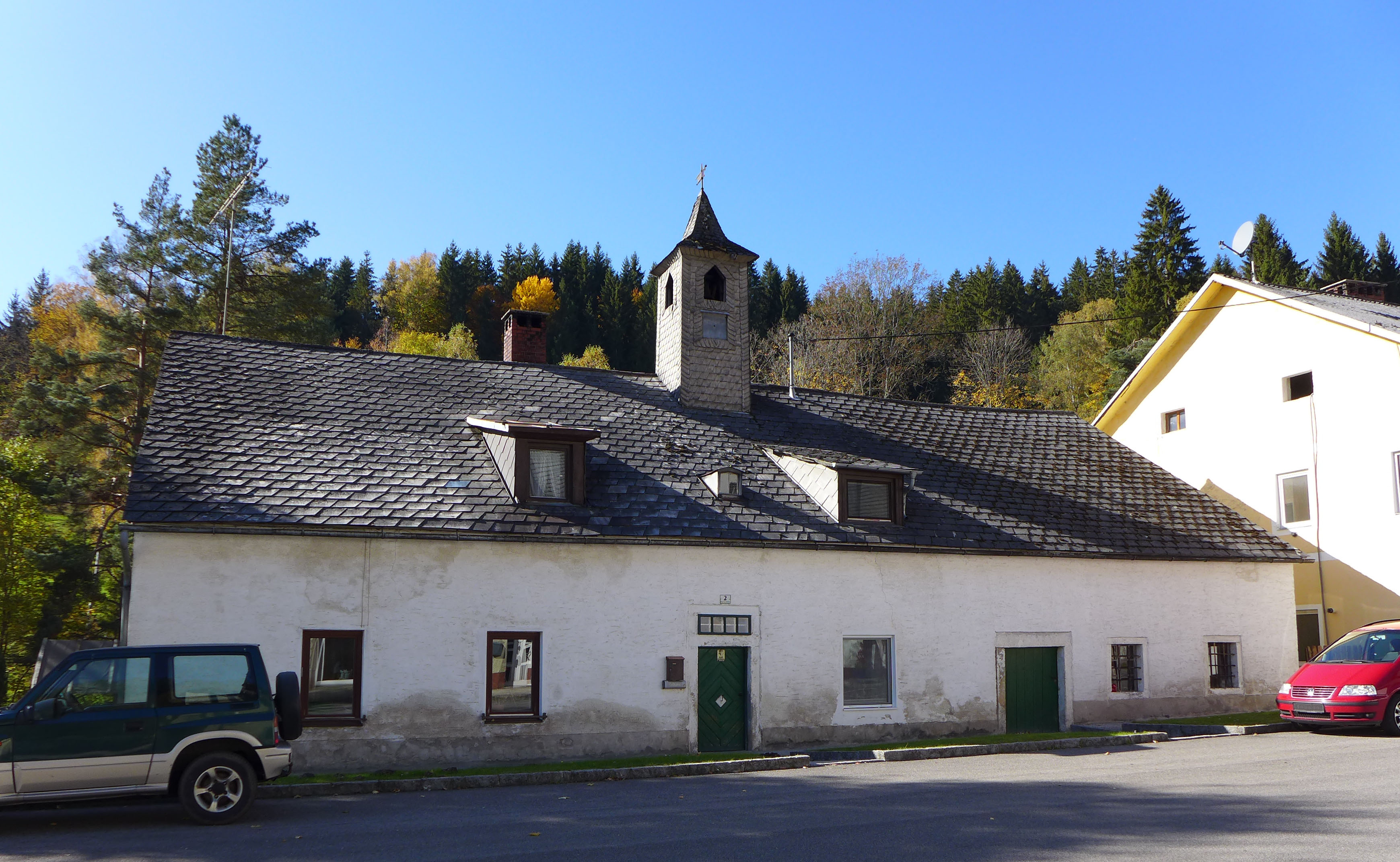
Harrachstal N° 2. Ehemalige Hofmühle. 2019
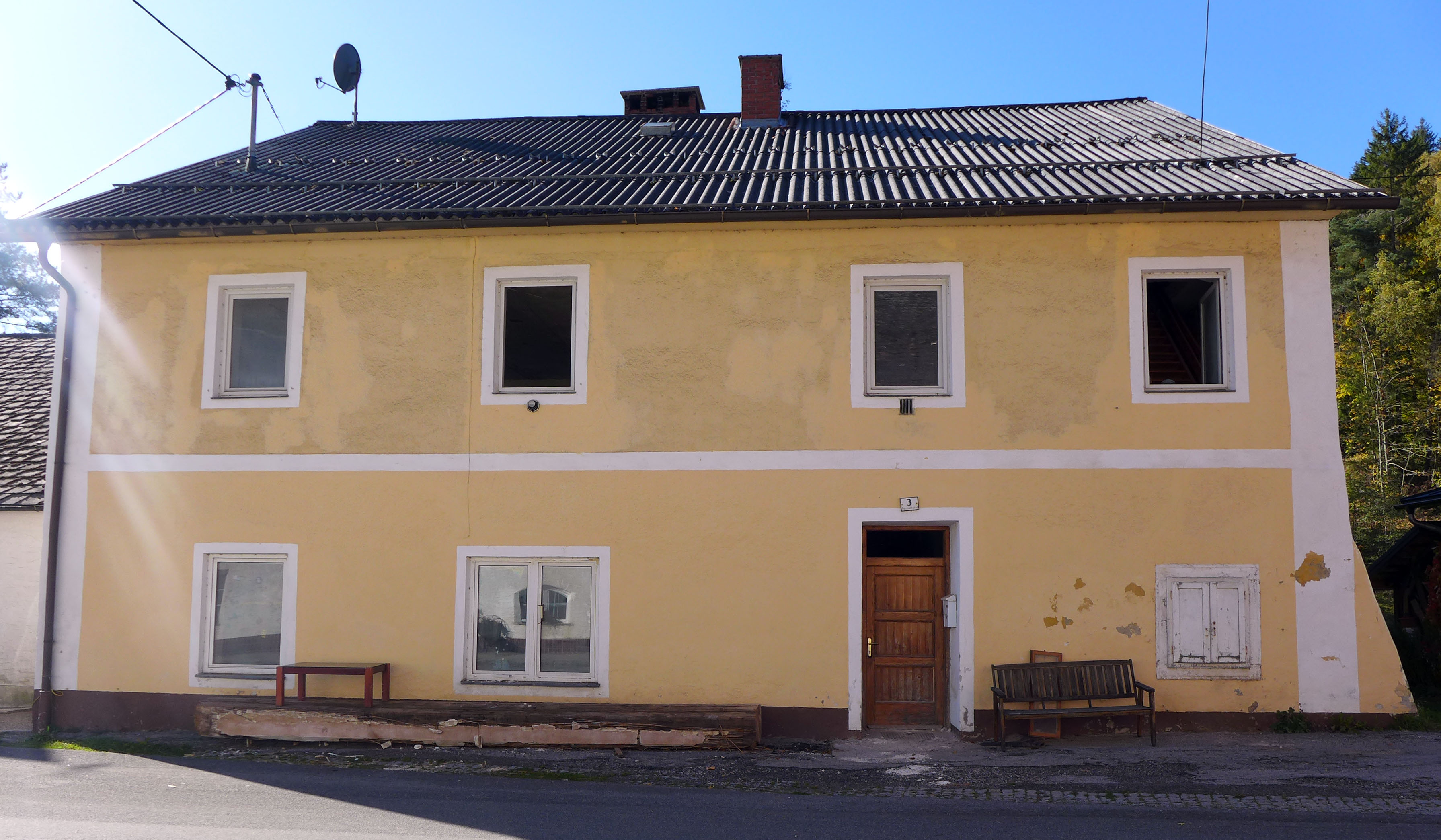
Harrachstal N° 3. Ehemalige Papierfabrik. 2019
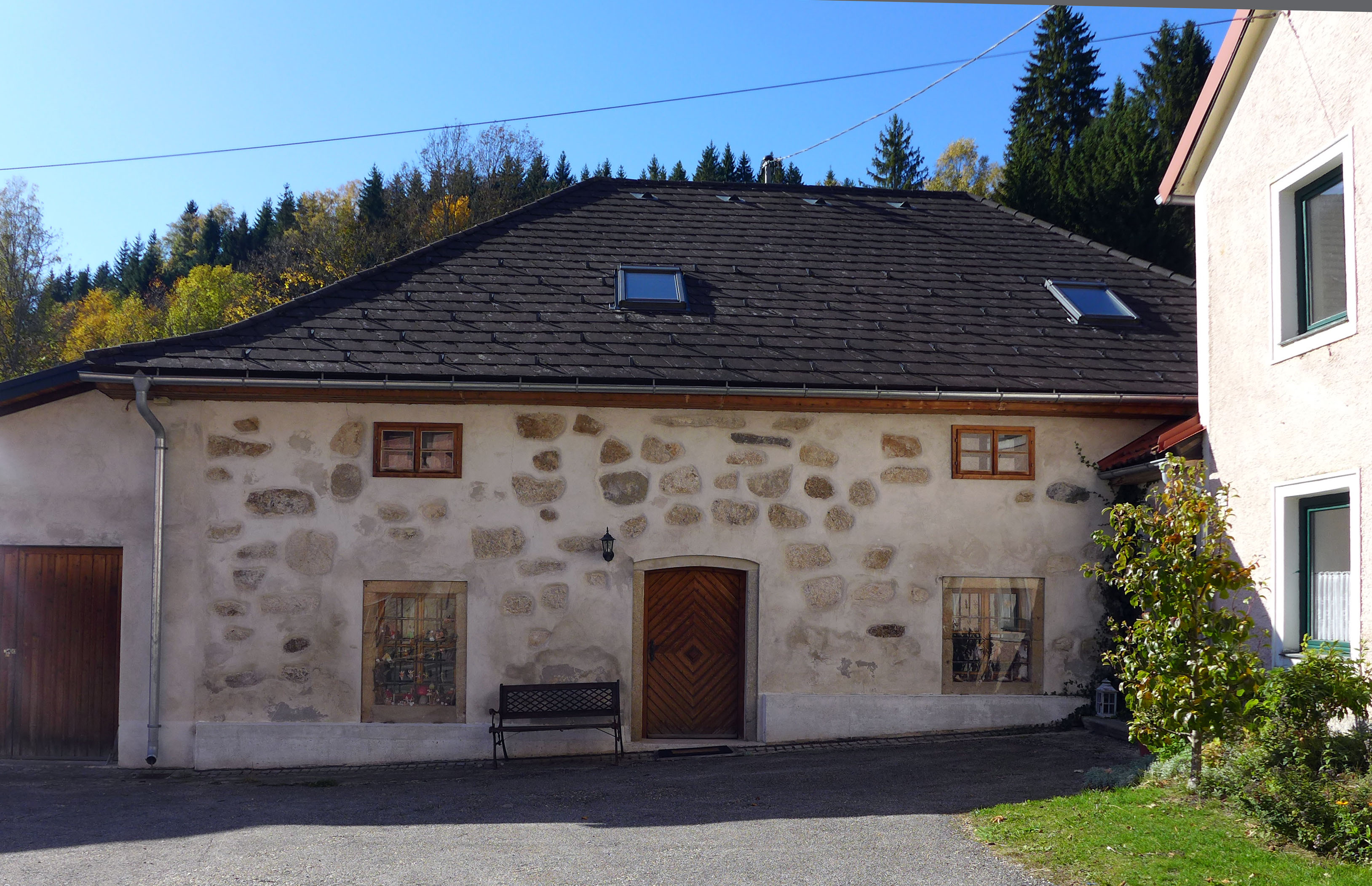
Haus ohne N° rechts von Haus N° 3. 2019
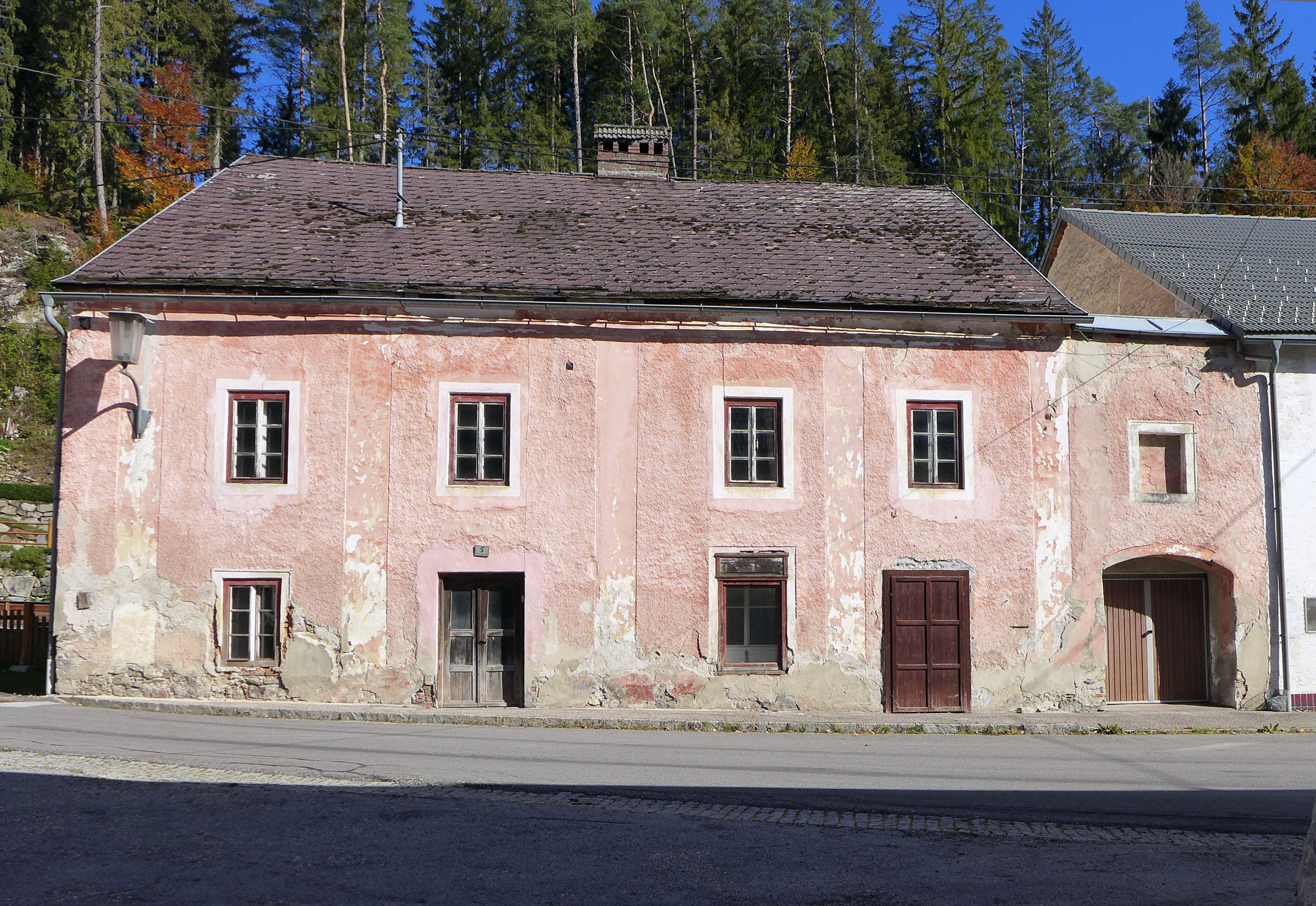
Harrachstal N° 5. Ehemaliges Brauhaus. 2019